# Roland Kollmann
Roland Kollmann (Villach, 8 oktober 1976) is een Oostenrijkse voetballer en trainer. Hij komt uit voor SVG Bleiburg, na in het verleden onder andere voor FC Kärnten, FC Twente en Grazer AK te hebben gespeeld. Kollmann heeft elf interlands voor Oostenrijk op zijn naam.

## Clubcarrière
Kollmann speelde tot 1998 voor amateurvereniging SC Landskron. Hij kwam vervolgens een jaar uit voor FC Tirol Innsbruck, waar hij echter door een zware blessure weinig speelde. In 1999 ging hij terug naar zijn geboortestreek Karinthië en tekende hij een contract bij Tweedeklasser FC Kärnten. Kollmann ontpopte zich tot een veelscorende spits, met 41 doelpunten in 64 competitiewedstrijden. Aan de hand van trainer Walter Schachner promoveerde Kärnten in 2001 naar de Bundesliga.
Kollmann had inmiddels de interesse van FC Twente gewekt en tekende in de zomer van 2001 een contract bij deze club. Het elftal dat getraind werd door John van 't Schip draaide echter stroef en Kollmann wist door blessures geen vaste basisplaats te veroveren. Hij kwam elf keer uit voor FC Twente, waaronder drie wedstrijden in de UEFA Cup. In de Europese duels scoorde hij zijn enige twee doelpunten voor Twente, zowel in de uit- als thuiswedstrijd tegen Polonia Warschau. Na slechts een half seizoen in Enschede ging Kollmann terug naar Oostenrijk, waar hij werd ingelijfd door het door Thijs Libregts getrainde Grazer AK.
Na een moeizaam begin bij GAK wist Kollmann zijn draai weer te vinden. In vijf seizoenen scoorde hij zestig doelpunten in 134 competitiewedstrijden. De ploeg werd in 2004 landskampioen en kwam van 2002 tot 2005 in drie achtereenvolgende seizoenen uit in de voorronde van de UEFA Champions League. Op 6 september 2003 maakte Kollmann zijn debuut voor Oostenrijk, in een met 3-1 verloren kwalificatiewedstrijd voor het EK 2004 tegen Nederland. Kollmann speelde elf interlands waarin hij vier keer scoorde.
In 2007 verruilde Kollmann Grazer AK, dat op dat moment in grote financiële problemen verkeerde, voor SK Austria Kärnten. In 2008 keerde hij terug bij GAK, dat inmiddels was afgedaald naar de Oostenrijkse Regionalliga.

## Erelijst
Grazer AK
- Bundesliga

2004

## Trainersloopbaan
Sinds 2012 speelt Kollmann voor SVG Bleiburg, waar hij tevens als hoofdtrainer fungeert.